# Dendronephthya suluensis
Dendronephthya suluensis är en korallart som beskrevs av Verseveldt 1966. Dendronephthya suluensis ingår i släktet Dendronephthya och familjen Nephtheidae. Inga underarter finns listade i Catalogue of Life.